# Pritam
Pritam Chakraborty, également connu sous le nom de Pritam, né le 14 juin 1971 à Calcutta, est un compositeur, instrumentiste, guitariste, producteur de musique et chanteur indien. Diplômé du FTII en ingénierie du son, il a travaillé comme compositeur de jingles publicitaires, plus tard il a fait ses débuts en tant que co-compositeur dans le film hindi Tere Liye de 2001.
Il a fait ses débuts en tant que compositeur solo avec le film Dhoom. La composition de la chanson titre de Dhoom est devenue la première musique virale de l'histoire du cinéma indien, lui permettant de remporter le prix Zee Cine du meilleur morceau de l'année et de nombreuses reconnaissances.
Au cours d'une carrière s'étalant sur plus de deux décennies, il a composé la musique de plus de 125 films de Bollywood et a reçu de nombreux prix, dont un National Film Award, six Filmfare Awards pour le meilleur directeur musical et quatre Mirchi Music Award pour le compositeur de musique de l'année et bien d'autres.

## Début de la vie
Pritam est né d'Anuradha Chakraborty et de Prabodh Chakraborty. Il a reçu sa première formation musicale de son père qui dirigeait une école de musique et a appris à jouer de la guitare pendant qu'il était à l'école.[réf. nécessaire]
Il a fréquenté l'école St. James et est titulaire d'une licence en géologie du Presidency College. Pritam était associé à la plateforme politique non partisane Independents' Consolidation pendant ses jours à la présidence. En 1994, Pritam a rejoint FTII, Pune, où il a commencé l'enregistrement et l'ingénierie du son.
Pritam a formé un groupe appelé « Jotugriher Pakhi » avec ses camarades de promotion de la présidence, pour lequel il jouait de la guitare. Ils ont sorti une cassette à cette époque. Pritam a rejoint un groupe Bangla, Chandrabindoo . Plus tard, Pritam a fondé le groupe Metro avec James, Suhail, Soham et Eric Pillai pendant son film intitulé Life in a... Métro.

## Carrière

### 1997–2003: jingles publicitaires et débuts à Bollywood
Après avoir terminé son cours d'ingénierie du son au FTII Pune, Chakraborty est venu à Mumbai en 1997. Il a commencé à composer des jingles publicitaires où il a rencontré d'autres artistes en herbe tels que Shantanu Moitra, Rajkumar Hirani, Sanjay Gadhvi et Jeet Gannguli . Pritam a composé des jingles renommés pour des marques comme Santro, Emami, McDonald's, Head & Shoulders, Thums Up, Limca, Complan et a composé des titres pour des séries télévisées telles que Astitva, Kkavyanjali, Ye Meri Life Hai, Remix, Kashmeer, Miilee et Dil Kare.
Pritam a eu sa première chance avec Tere Liye (sorti en décembre 2001). Bien que la musique ait été bien accueillie, le film a raté son objectif. En 2002, le duo Jeet-Pritam compose à nouveau la musique de Mere Yaar Ki Shaadi Hai de Yash Raj Films. Toutes les chansons du film ont été des hits. Peu de temps après, à cause d'un malentendu, Jeet a décidé de se séparer du partenariat.

### 2004–2009:Dhoom,Life in a MetroetLove Aaj Kal
Les compositions de Pritam étaient réputées pour leur capacité à mélanger la musique classique indienne avec les styles occidentaux. Ses compositions pour le deuxième film de Gadhvi, Dhoom, ont été un succès retentissant,. La chanson titre de Dhoom en deux versions – en hindi (par Sunidhi Chauhan) et en anglais (par Tata Young) – a brisé les barrières géographiques en devenant populaire dans les pubs au Royaume-Uni, aux États-Unis et en Asie de l'Est et lui a valu son premier prix Zee Cine du meilleur morceau de l'année . Il a reçu sa première nomination pour le Filmfare Award du meilleur directeur musical pour la bande originale de Dhoom.
En 2006, il a également composé les chansons de la suite de Dhoom de Gadhvi, Dhoom 2, qui, malgré des critiques mitigées, a connu un succès commercial majeur et est devenu l'album de musique indien le plus vendu de l'année. Cela lui a également valu sa deuxième nomination au Filmfare Award du meilleur directeur musical.
Il a ensuite composé des compositions pour des films comme Gangster, Jannat, Kismat Konnection et Kidnap.
En 2007, ses compositions pour Anurag Basu Life in a... Metro lui a valu un large succès critique. Il a formé un groupe appelé Metro avec Suhail Kaul, Sohu surnommé Chakraborty, Eric Pillai et le chanteur bangladais James pour le film,. Il a remporté son deuxième prix Zee Cine du meilleur morceau de l'année pour la chanson "Mauja Hi Mauja" de Jab We Met d'Imtiaz Ali. Jab We Met lui a valu son premier Producers Guild Film Award du meilleur directeur musical . Jab We Met et La vie dans un... Metro lui a valu ses troisième et quatrième nominations pour le Filmfare Award du meilleur directeur musical.
Il a ensuite composé les bandes sonores de Jab We Met (2007), Race (2008), Kismat Konnection (2008), Kidnap (2008), Love Aaj Kal (2009) et Ajab Prem Ki Ghazab Kahani (2009), qui lui ont tous valu ses cinquième, sixième et septième nominations pour le Filmfare Award du meilleur directeur musical.